# Aart van den IJssel
Aart van den IJssel (Den Haag, 17 december 1922 – Voorburg, 2 december 1983) was een Nederlandse beeldhouwer, schilder en tekenaar.

## Leven
Van den IJssel volgde zijn kunstopleiding aan de Vrije Academie van Beeldende Kunsten Psychopolis en de Koninklijke Academie van Beeldende Kunsten in Den Haag. Zijn leraren waren Livinus van de Bundt, Henk Meijer, Theo van der Nahmer en Rudi Rooijackers. Vanaf 1954 was hij als beeldhouwer gevestigd in Voorburg en was hij werkzaam als docent aan de Vrije Academie.
Hij was gehuwd met de Duits-Nederlandse schilderes en textielkunstenares Ruth Salinger (1924-1976). Uit dit huwelijk werd één dochter geboren Maeyken van den IJssel (1958-2011), die net als haar ouders werkzaam was als beeldendkunstenaar/schilder.

## Werk
Aart van den IJssel is bekend geworden door zijn beelden van dieren (met name van insecten en vogels), ruiters en paarden. Zijn werk bevindt zich in de openbare ruimte in Den Haag, Voorburg en elders in Nederland.
Van den IJssel was achtereenvolgens lid van de Haagse Kunstkring, Pulchri Studio en de Haagse kunstenaarsgroepen Verve, Fugare en de Posthoorngroep en wordt derhalve gerekend tot de Nieuwe Haagse School. In 1953 werd hij lid van de vereniging Sint Lucas in Amsterdam. Hij was gedurende de jaren vijftig in Voorburg lid van de artistieke werkgroep De Nieuwe Ploeg en organiseerde met Rooijackers en Jan Snoeck avantgardistische exposities van non-figuratieve beeldhouwkunst. In 1961 kreeg hij de Jacob Marisprijs voor Tekenkunst, in 1971 de Jacob Hartogprijs en in 1973 de Hofwijckprijs. In 2004 werd een driejaarlijkse kunstprijs van de Gemeente Leidschendam-Voorburg, wegens zijn grote bijdrage aan de ontwikkeling van de beeldende kunst vanaf 1950, naar hem genoemd.
Zijn laatste tentoonstelling was in Pulchri in 1982. Tegelijk met de opening van deze tentoonstelling verscheen een biografie over Van den IJssel in de serie 'Het Haags Palet'. geschreven door Saskia Gras. Van den IJssel overleed in 1983.

## Fotogalerij

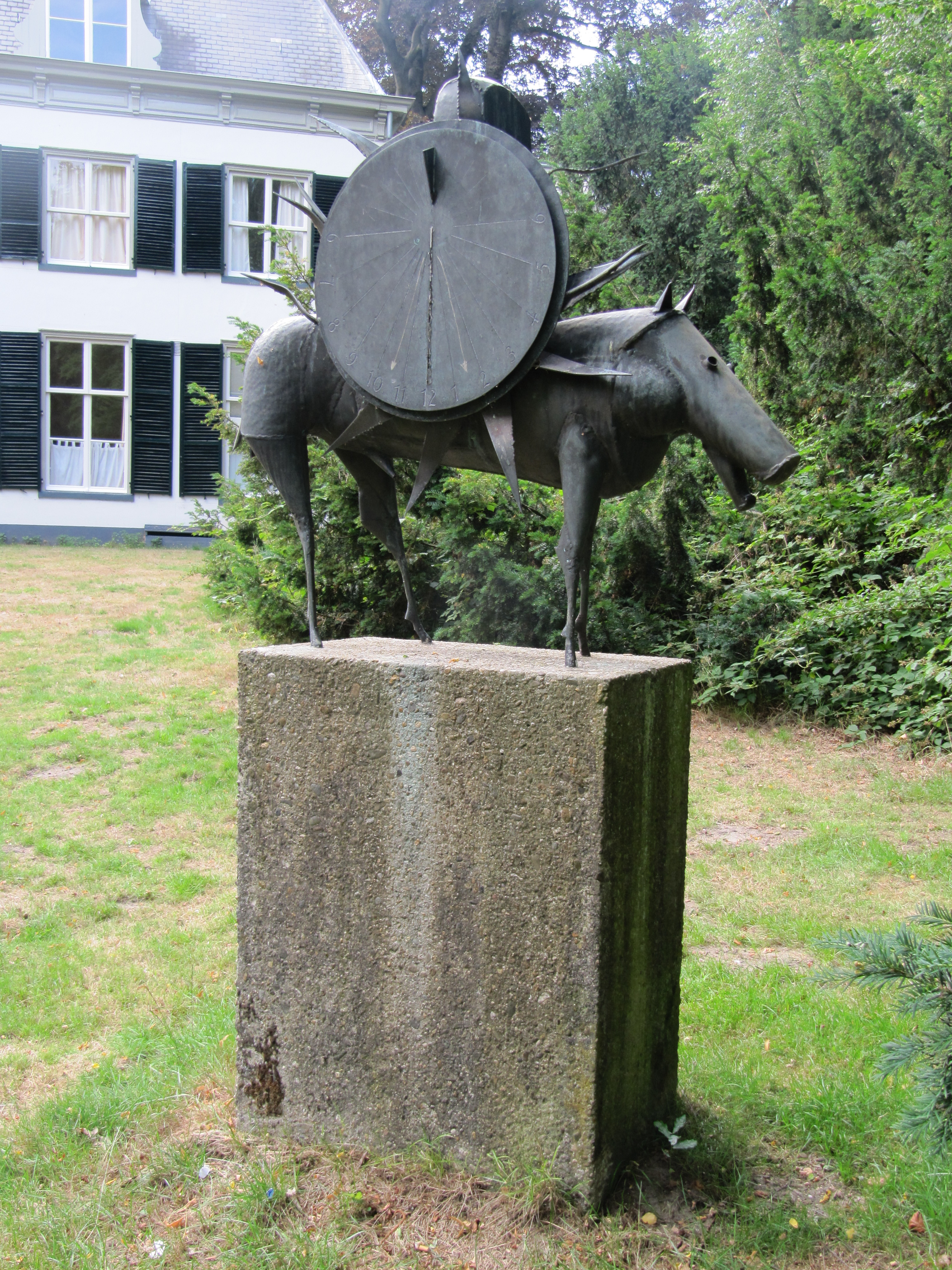
Zonnewijzer-Ruiter te paard (1966), Amersfoort
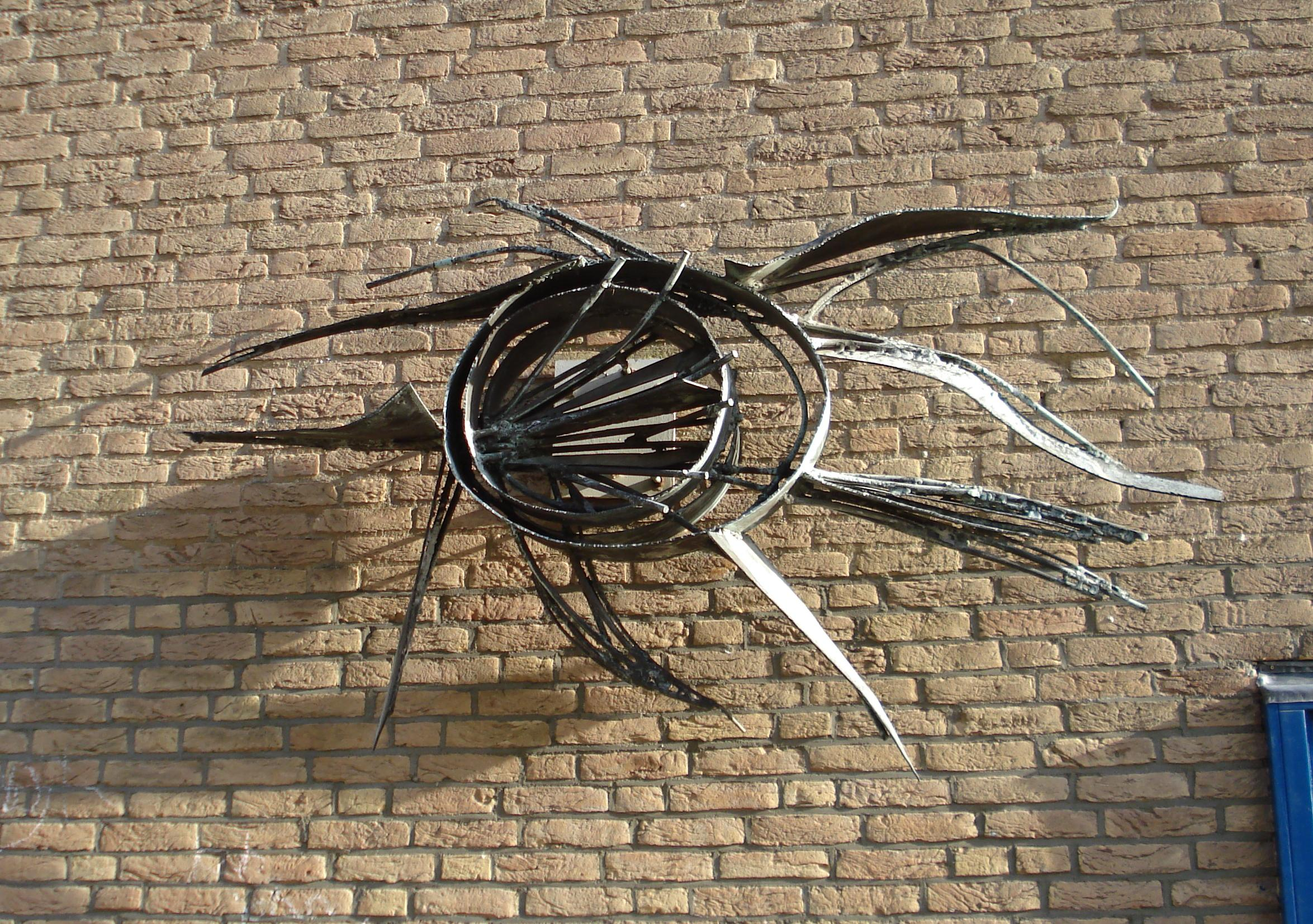
Zon in Den Haag
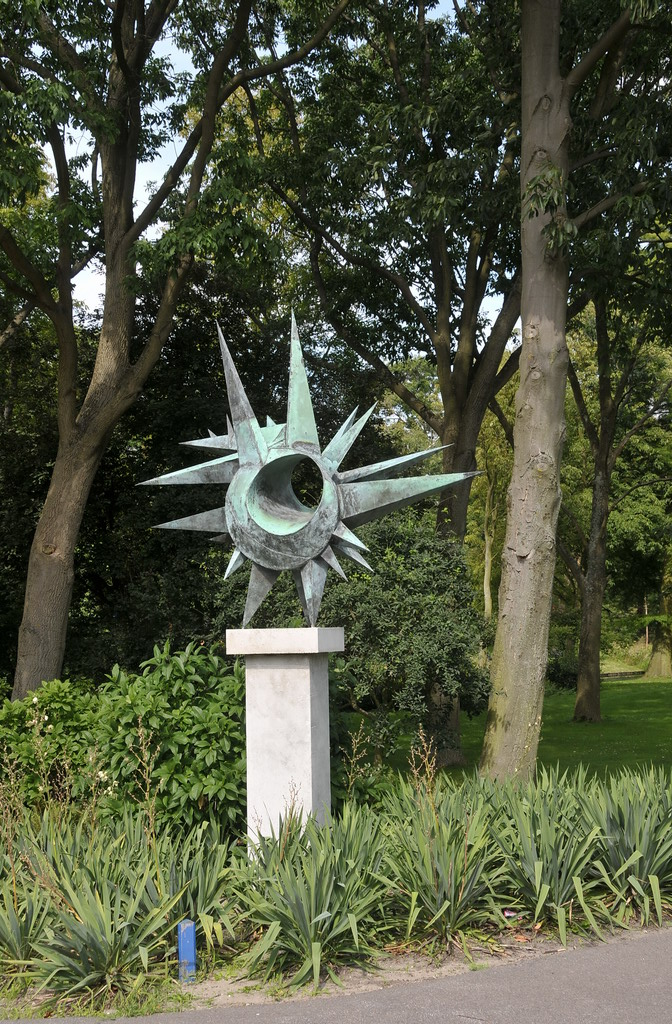
Zon, Beeldenroute Zuiderpark Den Haag in Den Haag
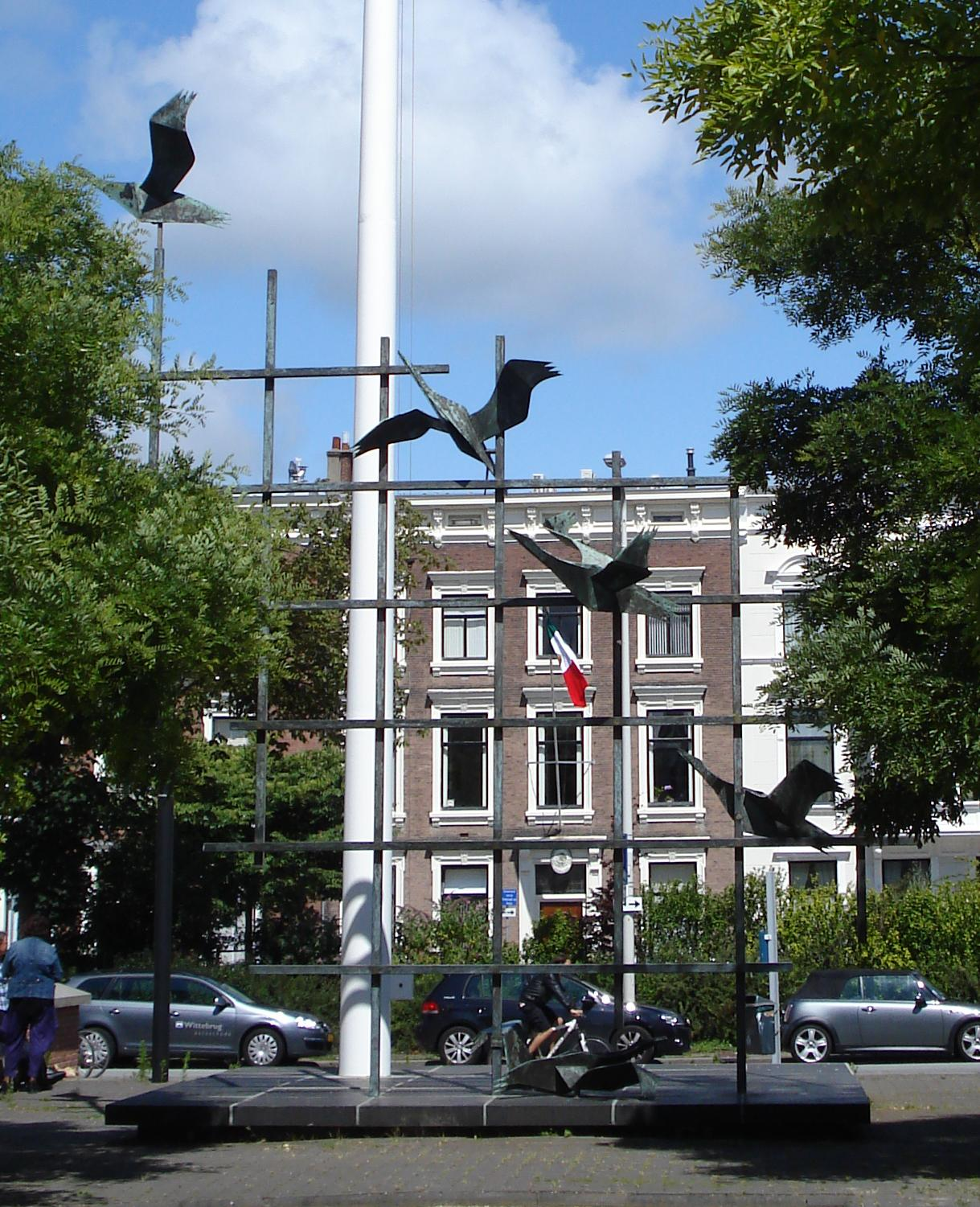
Irenemonument in Den Haag
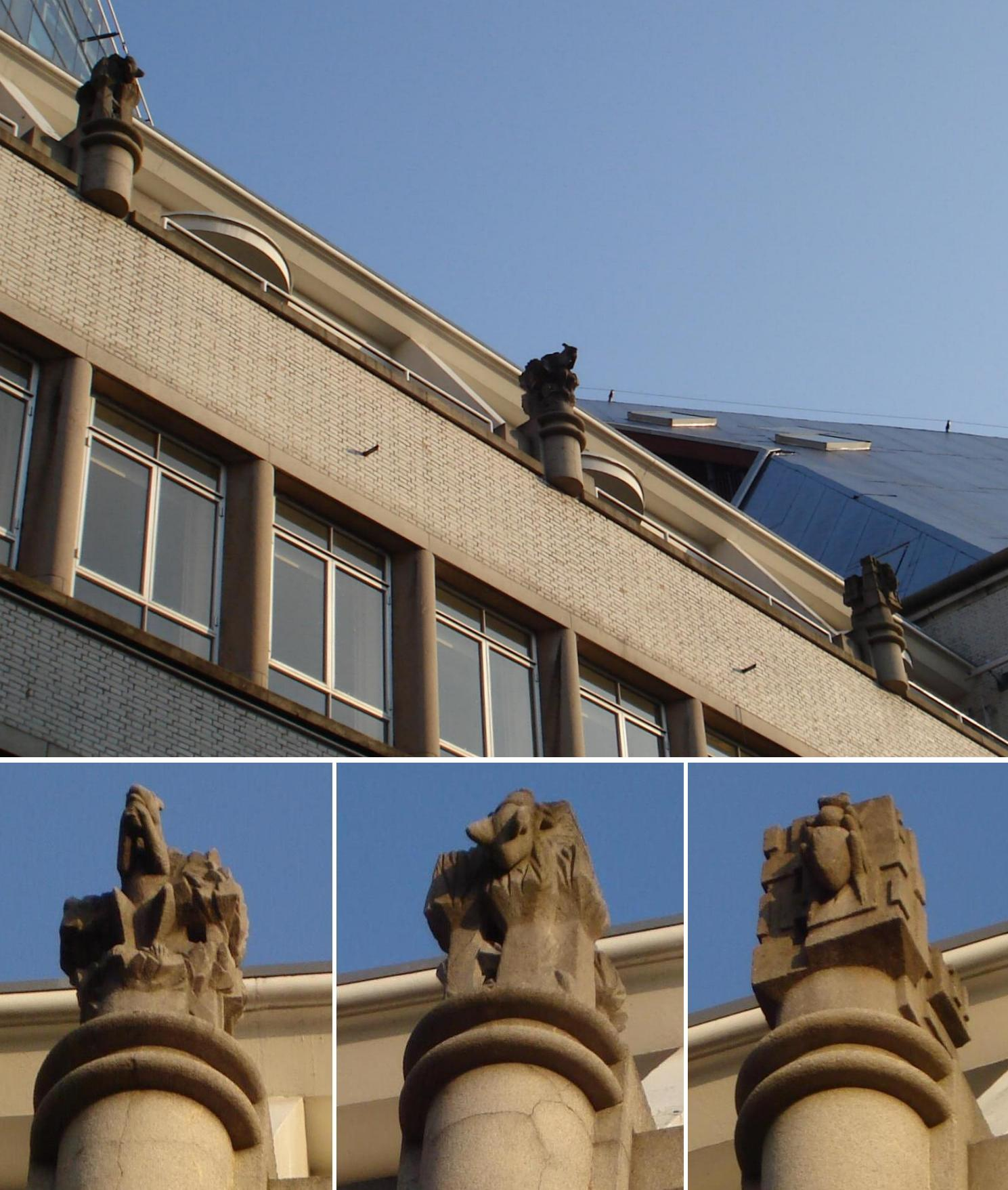
Botersloot, Rotterdam
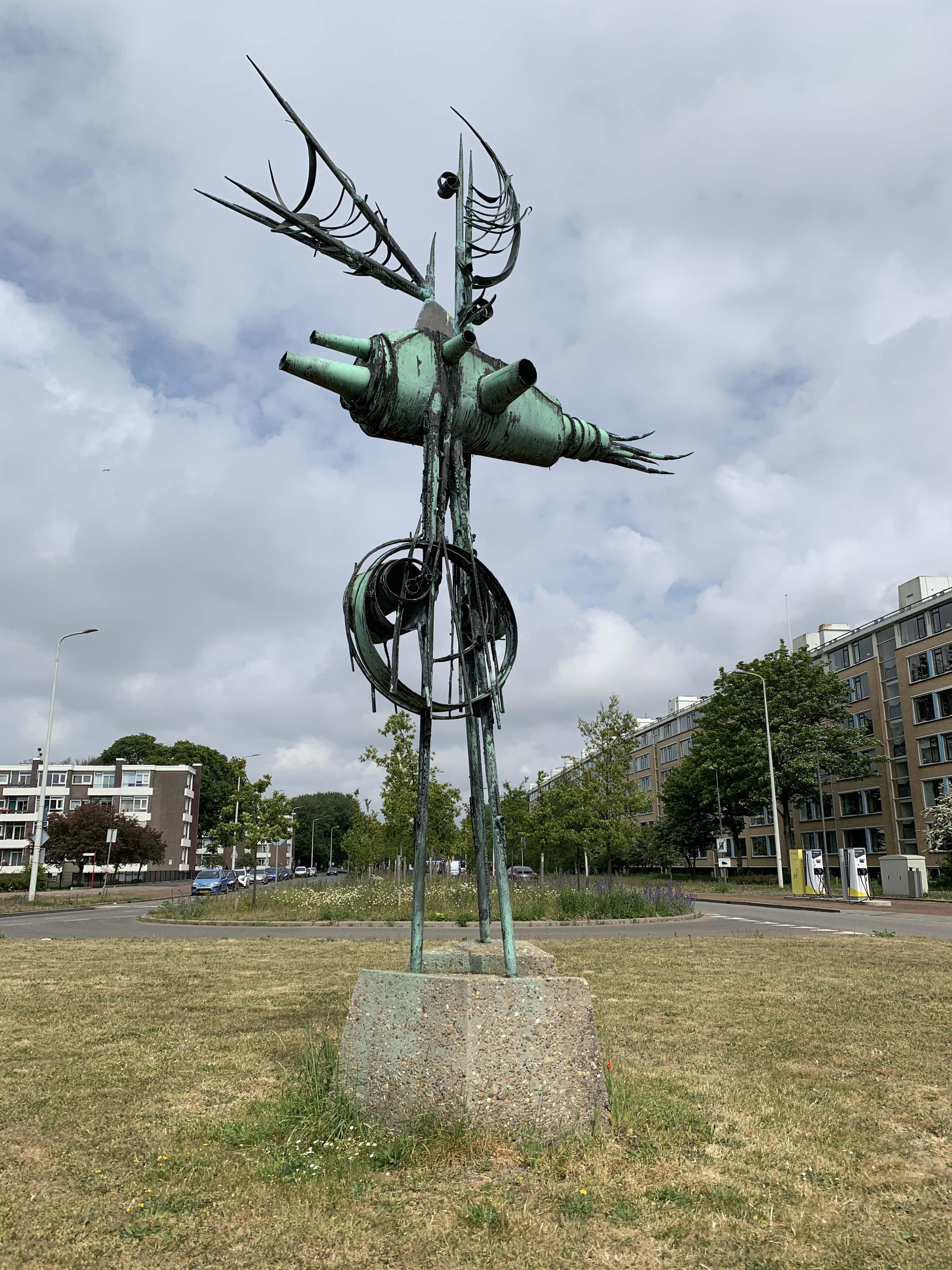
Mechanisch Insect, 1969, Laan van Meerdervoort/Ockenburgstraat Den Haag

- Biografisch Portaal: 04719387
- RKD-Nederlands Instituut voor Kunstgeschiedenis: 40943
- Union List of Artist Names: 500040691
- Virtual International Authority File: 95944456